# (102) Мириам
(102) Мириам (лат. Miriam) — астероид из группы главного пояса, который был открыт 22 августа 1868 года германо-американским астрономом К. Г. Ф. Петерсом в обсерватории Литчфилд, США и назван в честь Мириам, одного из персонажей Библии. Это название вызвало некоторые противоречия, потому что в то время астероидам давали имена мифологических фигур и набожные люди не рассматривали библейские фигуры как таковые.

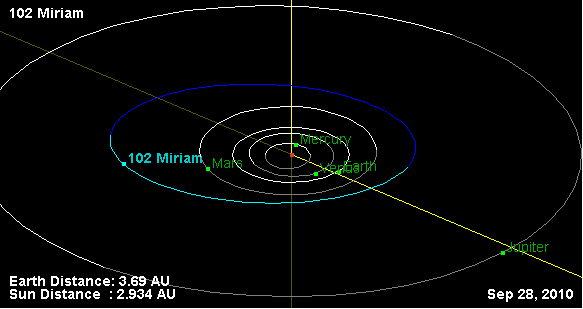
Орбита астероида Мириам и его положение в Солнечной системе